# Stanovništvo Belizea
Stanovništvo Belizea uglavnom živi u ruralnim područjima. To je rijetko naseljena zemlja u Srednjoj Americi.
Otprilike jedna četvrtina stanovnika živi u Belize Cityju, glavnoj luci, trgovačkom središtu i bivšem glavnom gradu. Belmopan je sada glavni grad Belizea. Godine 2012. u Belizeu je živjelo 324,100 stanovnika, a gustoća stanovništva iznosila je 14.5 po km2.
Većina stanovnika Belizea multirasnoga su podrijetla. Oko 34% stanovništva je miješanoga podrijetla između Maya Indijanaca i europskog podrijetla, 25% su Kreoli (među njima i slavna atletičarka Marion Jones, 15% su Španjolci, oko 10,6% su Maye, a oko 6,1 % su Garifuna (tamnoputi indijanski narod karipskog porijekla). 44 519 državljana Belizea govori nekim od indijanskih jezika kao materinskim (15.2%), a najrasprostranjeniji je q'eqchi' majanski (17 581). Preostalo stanovništvo čine Europljani, Indijci, Kinezi, ljudi s Bliskog istoka i iz Sjeverne Amerike. U slučaju Europljana, većina su potomci španjolskih i britanskih kolonijalnih doseljenika. Većina Španjolaca napustili su Belize neposredno nakon što je Velika Britanija preuzela kontrolu nad Belizeom. Nizozemski i njemački menoniti naselili su ponajviše izolirana područja Belizea.
Budući da je izvorno stanovništvo Maya Indijanaca desetkovano bolestima i ratovima, ili su pobjegli u Meksiku i u Gvatemalu, pripadnici Maya danas potječu iz drugih skupina. Trenutna Maya populacija sastoji se uglavnom od tri jezične skupine. Yucateci su pobjegli u Belize u kasnim 1840.-im, kako bi izbjegli rat kaste na Yucatanu. Njihovi potomci žive u Orange Walku i okrugu Corozal, koja je na granici s Meksikom. 
U 1870. – 1880-im, mnogi Kekchí pobjegli su iz Alta Verapaza u Gvatemali, gdje im je pokradena zemlja zbog plantaža kave. Smjestili su se u sela u okrugu Toledo. Žive u blizini rijeka i potoka te se bave prvenstveno poljoprivredom, ali mnogi mladi ljudi danas također rade u turizmu. 
Oko 80% stanovništva Belizea su kršćani.